# ピエール＝アンリ・ドリー
ピエール＝アンリ・ドリーまたはアンリ・ドリー (Saint Pierre-Henri Dorie, 1839年9月23日 フランスヴァンデ県タルモン＝サンティレール - 1866年3月8日 李氏朝鮮ソウル) は、フランスのカトリック司祭であり、宣教師かつ殉教者である。
パリ外国宣教会の司祭であったドリーは、韓国103人殉教者の一人であり、1968年10月6日にローマで教皇パウロ6世によって列福され、1984年5月6日にソウルでヨハネ・パウロ2世によって列聖された。これはローマ以外で行われた初の列聖であった。記念日は3月8日である。

## 経歴
耕作者だったピエール・ドリーとジュヌヴィエーヴ・ビニョノーの息子、アンリ・ドリーは、ポール・ド・ラ・ギティエール村で生誕した。 彼には7人の兄弟姉妹がいた。
10歳のとき、自身でレ・サーブル＝ドロンヌのラ・ボードゥエール (La Bauduère) の小神学校への入学を志願した。1860年から1862年までリュソンの大神学校で勉強を続け、その後遠隔地での宣教に惹かれてパリのバック通りにあるパリ外国宣教会神学校へ申請書を提出し、入学を認められた。1864年5月21日に司祭に叙階された。
1864年、布教地として任じられた満州を目的地として、他の若い神父たちとともにマルセイユからエジプトへと向かった。カイロではモスクとムハンマド・アリーの墓を訪れ、その後スエズから東洋へ向けて出航した。立ち寄ったセイロンでは、一行は村の王子の前で「このインド人は私たちの兄弟ではないのか。子よ、私たちと同じように主の子ではないのか」と歌ったので、王子は喜んだ。
旅はシンガポール、サイゴン、そして香港へと続いた。1864年10月28日、ついに旅の目的地である満州のイン・ツェ (Ing Tsè)  に到着した。
数か月にわたる消耗する旅の後、1865年1月に遼東半島に到着した。そこで彼は、人口の半分がキリスト教徒であった小さな村に住んだ。 彼は家族に、自分は愛と尊敬に包まれており、村人たちとの間には真剣な交わりがあったと書いている。
木と藁でできたジャンク船に乗り、彼は同行の4人の宣教師とともに、秘密裏に韓国に上陸した。ヨーロッパ人であると悟られないように、全員が現地の喪服に身を包み、ベールで顔を隠した。
宣教師たちは馬車に乗ってソウル入りした。 彼らは、下水が流れる狭い通りに沿って泥小屋が密集している巨大な都市を発見した。15日間、彼らは粗末な小屋で当局に隠れて暮らした。アンリ・ドリーは30 km 弱離れたところにあるソンコル (Sonkol) のキリスト教徒の共同体に配属されたが、慎重を期して隠れ続けた。ドリーは迫害の危険性を認識していたが、それは中国に送還される危険性でしかないと考えていた。ドリーは、両親への最後の手紙の中で、韓国人が呼ぶようにキム神父（霊父）と自称して、この国がやがて平和な国になると信じていることへの幸福と希望を述べている。
ロシア人の襲来が朝鮮を脅かしたことを受けて、韓国の摂政(régent)は迫害の布告を出した。1866年2月23日、ベルヌー司教が投獄され、ベルヌーと他の8人の宣教師に対して死刑判決が下された。アンリ・ドリーも逃亡しようとせず、同28日に投獄された。
1866年3月8日、ベルヌー司教とアンリ・ドリー神父、ジュスト・ド・ブルトニエール神父、ルイ・ボリュー神父は、ソウル市外に連行された。 大勢の群衆の前で、彼らは籐で拷問され、足を折られた後、サーベルで首を切り落とされた。その後に遺体は4日間通行人の目にさらされることになった。
1866年12月4日、教区司教と50人の司祭の出席のもと、タルモン＝サンティレールでアンリ・ドリーを讃える大規模な象徴的な祝賀会が開催された。
集まった群集はテ・デウムを歌い、無数の横断幕が街の凱旋門の周りに翻った。
ドリーが大神学校を去ったとき、彼の仲間の学生の一人が彼についての歌を書き、その詩はおよそ次のように締めくくられている。

「イエスの名において、あなたは首をはねられ、」

「そして年に2度、聖アンリの日がやって来るのだ」

Au nom de Jésus tu auras la tête tranchée,

et deux fois par an viendra la Saint Henri.

## 生地
タルモン＝サンティレールのラ・ギティエール村では、現在ドリーの名が付けられている通りにある、聖アンリ・ドリーの生家を訪れることができる。

## 聖アンリ・ドリーの家
ラ・ロッシュ＝シュル＝ヨンにある聖アンリ・ドリーの家は、2003年9月にオープンした。信仰と自分の人生に意味を与え、深めたいと願う、18歳から30歳までの若いクリスチャンを歓迎し、学業や仕事を続けながら、1年間滞在することができるようになっている。
「工事後もアンリが実際に使っていた部屋はそのまま残された。屋根裏部屋の骨組みは一見の価値がある。1階の部屋の壁に貼られた展示は、地味ながらも魅力的で、子供時代から韓国での殉教までのアンリの旅路と、韓国の教会の現在の現実を浮き彫りにしている」
(さらに詳しくはこちらを参照のこと(フランス語))

## 聖アンリ・ドリーの自転車キャンプ
キャンプ　サン＝アンリ・ドリー (Camp Saint-Henri-Dorie, CSHD) は、ヴァンデ一帯の200kmを自転車で3日間で横断する移動キャンプである。13歳から17歳の少年が参加でき、通常7月初めに開催される。
2013年7月2日から5日まで、初めてリュソンおよびサン＝フィルベール＝ド＝グラン＝リュー間で開催された。このキャンプの準備と運営を担当しているのは、リュソン教区の神学生たちである。
聖アンリ・ドリーを守護聖人としていることは、このキャンプに3つの霊的な側面を与えている。
- 宣教師: 聖アンリはパリ外国宣教会の一員であった。CSHD もまた、今日のヴァンデにおける福音宣教の緊急性を認識している。これが CSHD の第一の使命である。
- 地元出身の人物: 聖アンリはヴァンデ出身で、出身地を愛していた。 CSHD は、若者らにヴァンデの歴史、文化、精神的遺産について学ぶ機会を提供したいと考えている。
- 召命: 聖アンリは司祭であった。CSHD は、若者らが司祭としてキリストに従うという特別な召し出しについて、時間をかけて吟味することができる場所を提供したいと考えている。